# عزت (فیلم ۱۹۶۸)
عزت (به هندی: Izzat) فیلمی محصول سال ۱۹۶۸ و به کارگردانی تی. پراکاش رائو است. در این فیلم بازیگرانی همچون درمندرا، تانوجا، جئی‌لالیتا، بالراج ساهنی، محمود علی ایفای نقش کرده‌اند.